# Stare Łysogórki
Stare Łysogórki ['stare-łyso'gurki] (deutsch Alt Lietzegöricke, Schreibung auch "Alt-Lietzegöricke" und "Altlietzegöricke") ist ein Dorf in der Gmina Mieszkowice und gehört zum Powiat Gryfiński in der Woiwodschaft Westpommern in Polen, nahe der deutschen Grenze.
Der Ort liegt an der Mündung der Słubia in die Oder in der Neumark ca. 14 km westlich von Mieszkowice (Bärwalde in der Neumark), 54 km südlich von Gryfino (Greifenhagen), 74 km südlich der Woiwodschaftshauptstadt Stettin und 85 km östlich von Berlin.

## Ortsname
Der Name ist slawischen Ursprungs. Im 14. Jahrhundert erscheint er in den Formen "Lysegorike", "Lutzgorike" und "Glitzick-Gorikin" (so im Landbuch von 1337). Er besteht aus "łysa" = kahl und "góra" = Berg. "-gorike" ist die Plural-Verkleinerungsform, so dass der Name in etwa "Kahle Hügel [Bergchen]" bedeutet. Bis zum 18. Jahrhundert hieß der Ort "Lietzegöricke", erst nach der Gründung von Neulietzegöricke jenseits der Oder bürgerte sich die Bezeichnung "Alt-Lietzegöricke" ein. Theodor Fontane empfand den Ortsnamen – ebenso wie den des Nachbardorfs Güstebiese – als von "trivialer Komik". Als das Dorf 1945 zu Polen kam, erhielt es in direkter Übersetzung des deutschen Ortsnamens und zugleich in enger Anlehnung an die slawische Ursprungsbezeichnung den heutigen Namen Stare Łysogórki.

## Geschichte
Das Dorf wurde 1335 erstmals erwähnt – eine hier gelegene Mühle wird in jenem Jahr genannt. Zur mittelalterlichen bis früh-neuzeitlichen Geschichte des Ortes heißt es: "Das […] Dorf, auf unwirtschaftlichem Boden, war schon 1337 wüst (36 Hufen) […]. Spätestens 1368 besaß Henning Plotz dasselbe Dorf, das ihm Erich von Fiddichow zum Pfande aufgelassen hatte. Lietzegöricke bleibt dauernd geteilt: es sind Besitzer der einen Hälfte die auf dem dortigen Gute auch hausenden v. Dobberkow (erstmalig 1449, zuletzt 1536), denen die v. Schönebeck (1571 genannt, bis 1592) folgen; die andere Hälfte hat ein Mohriner Bürger Jakob Schmidt (1472), später nach Lietzegöricke verzogen, nach ihm die v. Uchtenhagen auf Neuenhof (1536 bis 1588). 1588 kaufte der Kurfürst die Uchtenhagensche, 1592 die Schönebeck'sche Hälfte und legte den ganzen Besitz zum Amt Zehden. Das Gutshaus wurde kurfürstliches Jagdhaus, später Vorwerk. Das Dorf [wurde] schon 1695 als "sehr volkreich" bezeichnet, auch 1718. 1804: 1 Lehnschulze, 25 Freikossäten, 3 Bauern, 36 Einlieger, 22 Fischer."
Die Haupteinnahmequelle der Bevölkerung war über Jahrhunderte die Fischerei. Sie profitierten von enormen Fischreichtum des Oderbruchs vor dessen Trockenlegung in den Jahren 1746 bis 1753. In diesem Zuge wurde zwischen Güstebiese und Hohensaaten ein neues Flussbett für die Oder gegraben, das am 2. Juli 1753 geflutet wurde. Danach waren die Lietzegöricker von ihren einstigen (ohnehin nun trockengelegten) Fischgründen abgeschnitten und gezwungen, auf die hier weniger ertragreiche Land- und Forstwirtschaft umzustellen. Um die Verbindung nach Westen aufrechtzuerhalten, wurde eine Fährverbindung eingerichtet.
1822 wurde der Ort durch einen verheerenden Brand fast vollständig zerstört. Ab 1824 wurde das Dorf einheitlich mit ein- und zweistöckigen Fachwerkhäusern wiederaufgebaut. Die Kirche wurde 1832 als Nachfolger der alten Kirche (die an anderer Stelle gestanden hatte) im Stil der romantischen Neugotik neu gebaut. Darin befand sich ein aus Holz geschnitztes Taufgestell, zwei Altarleuchter und ein Kruzifix aus Gusseisen. 1901 wurde die Kirche neu ausgemalt. Die Glocke mit einem Durchmesser von 69 cm wurde 1838 von J. Wolff in Königsberg Nm. gegossen.
1876 gründete Johann Friedrich in der waldreichen Gegend einen Zimmereibetrieb, aus dem nach der Übernahme durch den Sohn Julius Friedrich ab 1887 das örtliche Sägewerk hervorging. Es wurde 1896 durch Feuer zerstört, jedoch 1897 ein neues, modernes Sägewerk errichtet. 1926 gründete die Besitzerfamilie im Nachbardorf Zäckerick ein weiteres Sägewerk.
Um 1900 entwickelte sich wie im Nachbardorf Güstebiese eine gewisse Bedeutung als Sommerfrische für Großstädter, insbesondere Berliner. Bis 1945 bildete Alt Lietzegöricke eine Gemeinde im Landkreis Königsberg Nm. und gehörte mit dieser zur Provinz Brandenburg. Zum 1. April 1937 wurde das nordöstlich im Forst gelegene Dorf Müggenburg (1933: 21 Bewohner) eingemeindet. Insgesamt nahm die Einwohnerzahl der Gemeinde vor dem Zweiten Weltkrieg kontinuierlich ab (1928: 972 Einwohner, 1933 951, 1939 nur noch 854).
Ab dem 31. Januar 1945 wurde der Ort von der Roten Armee erobert und geplündert. Die deutschen Einwohner flohen bzw. wurden noch 1945 vertrieben, stattdessen siedelten sich im nunmehr zu Polen gehörigen Ort polnische Bewohner an, viele von ihnen selbst Vertriebene aus dem vormaligen Ostpolen, das nun der Weißrussischen oder Ukrainischen Sowjetrepublik zugeschlagen worden war. Ein wichtiger Arbeitgeber im Ort blieben die Forstverwaltung und das bis heute bestehende Sägewerk.

## Sehenswürdigkeiten
Eine wichtige Sehenswürdigkeit im Dorf, die jedoch dem Nachbarort Siekierki (bis 1945: Zäckerick) zugeordnet wird, ist der Soldatenfriedhof der 1. polnischen Armee. Er wurde nach dem Ende des Zweiten Weltkriegs angelegt und polnische Soldaten, die bei der Querung der Oder bis hin zur Eroberung Berlins zwischen Februar und April 1945 gefallen waren, wurden hierher überführt und in der großen Anlage bestattet. Auf dem Friedhof befinden sich 1.200 Betonkreuze, die als Grunwalder Kreuzorden stilisiert sind. 1961 wurde in der Mitte des Friedhofs ein 18 Meter hohes Granitdenkmal enthüllt – ein Obelisk, auf dem sich zwei Grunwald-Schwerter mit einem Segel im Hintergrund und einer Frau mit einem Kind im Arm befinden. 1990 wurde neben dem Denkmal ein Metallkreuz aufgestellt. Auf dem Friedhof sind 1987 Soldaten begraben.
Neben dem Friedhof befindet sich ein kleines Gedenkmuseum der 1. Polnischen Armee.

## Söhne und Töchter des Ortes
- Hermann Nothnagel (1841–1905), deutscher Internist
- Alexander Gunther Friedrich (1923–2023), deutscher Forstwissenschaftler und Diplomat